# Club Friday
Club Friday è un media franchise televisivo thailandese di genere drammatico/romantico che ha avuto inizio nel 2011 con Club Friday the Series. Attualmente conta numerose serie televisive, tutte prodotte da A-Time Media (sussidiaria di GMM Grammy) e un talk show.

## Filonethe Series
Tutte le serie sono composte da storie autoconclusive, una per stagione, tranne che nelle prime due serie, dove viene trattata una trama per episodio (escluse due seconde parti nella seconda).

### Club Friday the Series
Club Friday the Series è andata in onda su One31 tra il 2011 e il 2012 in 11 episodi.

### Club Friday the Series 2
Club Friday the Series 2 è andata in onda su One31 dal 15 giugno al 30 novembre 2012 in 12 episodi.

### Club Friday the Series 3
Club Friday the Series 3 è andata in onda su One31 dal 5 ottobre al 21 dicembre 2013 in 12 episodi. È divisa in tre stagioni, per un totale di 12 episodi.

### Club Friday: The Series 4 - Rue rak thae cha phae khwam tongkan
Club Friday: The Series 4 - Rue rak thae cha phae khwam tongkan (Club Friday The Series 4 หรือรักแท้จะแพ้ความต้องการ) è andata in onda su One31 dal 20 giugno al 25 luglio 2014, divisa in cinque stagioni, per un totale di 12 episodi.

### Club Friday the Series 5 - Kwarm rak gap kwarm lap
Club Friday the Series 5 - Kwarm rak gap kwarm lap (thailandese: Club Friday the Series 5 ความรักกับความลับ) è andata in onda dal 4 ottobre 2014 al 28 marzo 2015, divisa in sei stagioni, per un totale di 26 episodi. Per la prima volta la trasmissione avviene su GMM 25.

### Club Friday the Series 6 - Kwarm rak mai pit
Club Friday the Series 6 - Kwarm rak mai pit (thailandese: Club Friday the Series 6 ความรักไม่ผิด) è andata in onda dal 4 aprile al 26 dicembre 2015 su GMM 25, in nove stagioni, per un totale di 38 episodi.

### Club Friday the Series 7 - Het gert jahk kwarm rak
Club Friday the Series 7 - Het gert jahk kwarm rak (thailandese: Club Friday the Series 7 เหตุเกิดจากความรัก) è andata in onda dal 2 gennaio al 30 luglio 2016 su GMM 25, in sette stagioni, per un totale di 31 episodi.

### Club Friday the Series 8 - Rak tae mee reu mai mee jing
Club Friday the Series 8 - Rak tae mee reu mai mee jing (thailandese: Club Friday the Series 8 รักแท้ มีหรือไม่มีจริง) è andata in onda dal 6 agosto 2016 al 24 giugno 2017 su GMM 25, in otto stagioni, per un totale di 41 episodi.

### Club Friday the Series 9 - Rak krang neung tee mai teung taai
Club Friday the Series 9 - Rak krang neung tee mai teung taai (thailandese: Club Friday the Series 9 รักครั้งหนึ่ง ที่ไม่ถึงตาย) è andata in onda su GMM 25 dal 1º luglio 2017 al 28 aprile 2018. È composta da nove stagioni, per un totale complessivo di 40 episodi.

### Club Friday: The Series 10 - Rak nokchai
Club Friday: The Series 10 - Rak nokchai (Club Friday The Series 10 รักนอกใจ) va in onda dal 5 maggio 2018 su GMM 25 e sarà formata in totale da dieci stagioni.

## FiloneTo Be Continued

### Club Friday To Be Continued - Minty Gap Miu
Club Friday To Be Continued - Minty Gap Miu (thailandese: Club Friday To Be Continued มิ้นต์กับมิว) è uno spin-off della seconda stagione di Club Friday the Series 5 - Kwarm rak gap kwarm lap. È andata in onda su GMM 25 dal 7 maggio al 23 luglio 2015.

### Club Friday To Be Continued - Sanyaa Jai
Club Friday To Be Continued - Sanyaa Jai (thailandese: Club Friday To Be Continued สัญญาใจ) è uno spin-off della terza stagione di Club Friday the Series 5 - Kwarm rak gap kwarm lap è andata in onda su GMM 25 dal 1º febbraio al 14 marzo 2016.

### Club Friday: To Be Continued - Phuean rak phuean rai
Club Friday: To Be Continued - Phuean rak phuean rai (Club Friday To Be Continued เพื่อนรัก เพื่อนร้าย) è uno spin-off della terza stagione di "Club Friday the Series 6 - Kwarm rak mai pit". È andata in onda su GMM 25 dal 15 marzo al 3 maggio 2016.

### Club Friday To Be Continued - Ter Bplian Bpai
Club Friday To Be Continued - Ter Bplian Bpai (thailandese: Club Friday To Be Continued เธอเปลี่ยนไป) è uno spin-off della sesta stagione di Club Friday the Series 6 - Kwarm rak mai pit. È andata in onda su GMM 25 dal 14 settembre al 24 novembre 2016.

### Club Friday To Be Continued - Rak long jai
Club Friday To Be Continued - Rak long jai (thailandese: Club Friday To Be Continued รักลองใจ) è uno spin-off della quarta stagione di Club Friday the Series 7 - Het gert jahk kwarm rak. È andata in onda su GMM 25 dal 20 luglio al 31 agosto 2017, con un episodio speciale conclusivo di 90 minuti trasmesso il 17 novembre dello stesso anno.

## Altre serie televisive

### Club Friday Celeb's Stories
Club Friday Celeb's Stories tratta stavolta di storie in cui i protagonisti sono celebrità. È andata in onda su GMM 25 dal 4 luglio al 26 dicembre 2017 in tre stagioni.

## Programmi televisivi

### Club Friday Show
Club Friday Show è un talk show in onda dal 12 febbraio 2015 su GMM 25, con ospiti, interviste e approfondimenti.